# Władimir Kostiuczenko
Władimir Kuźmicz Kostiuczenko (ur. 1896 w Smoleńsku, zm. w kwietniu 1988 tamże) – funkcjonariusz radzieckich organów bezpieczeństwa, jeden z wykonawców zbrodni katyńskiej.
Od 1925 w WKP(b), od 21 marca 1933 w organach OGPU, magazynier garażu Oddziału Łączności Pełnomocnego Przedstawicielstwa (PP) OGPU obwodu zachodniego (późniejszy obwód smoleński), od 21 lutego 1934 szef magazynu garażu w tym oddziale. Od 1940 pracownik garażu Zarządu NKWD obwodu smoleńskiego, wiosną 1940 brał udział w mordowaniu polskich jeńców z obozu w Kozielsku, za co 26 października 1940 ludowy komisarz spraw wewnętrznych ZSRR Ławrientij Beria przyznał mu nagrodę pieniężną. Od 1944 inspektor Grupy Remontowo-Mieszkaniowej Oddziału Gospodarczego (ChOZO) Zarządu NKWD obwodu smoleńskiego. Odznaczony trzema medalami.